# Estéron
L'Estéron és un riu de França que desemboca al riu Var. Neix a 1.130 msnm, al sud dels Alps d'Alta Provença, a la comuna de Solielhas, prop de la Montagne de Teillon, al límit amb els Alps Marítims, departament on discorre la major part del seu curs. Desemboca al Var davant de Saint-Martin-de-Var. La seva longitud és de 66,7 km. La seva conca té una extensió de 451 km².
A falta de grans poblacions, les principals del seu curs són Saint-Auban i Roquesteron. Fins al 1860, l'Estéron va formar part de la frontera entre França i el Comtat de Niça. Així Roquesteron i el seu municipi veí de Roquestéron-Grasse estaven situats als costats oposats de la frontera. La vall de l'Estéron ha sofert diversos terratrèmols, com el terratrèmol de 1887.